# Søren Jonæsøn
Søren Jonæsøn (14. april 1656 i Aarhus — 27. maj 1717 i Roskilde) var en dansk præst og salmedigter.
Jonæsøn blev 1691 præst ved Roskilde Domkirke. Samme år fik han, der tidligere havde gjort sig bekendt som digter (1680 udgav han en versificeret oversættelse af profeten Jonas), befaling til at udarbejde en kirkesalmebog, efter
at man havde frataget Kingo dette hverv.
Heller ikke Jonæsøns udkast blev dog antaget. Han har ingen originale salmer skrevet, men blandt hans oversættelser er adskillige vellykkede, der vidner om en virkelig digterbegavelse ("I døden Jesus blunded", "Gud Helligånd i tro os lær").

## Externe henvisninger
- Biografi i Dansk biografisk Lexikon